# برج کبوتر باغ برجی ریز
برج کبوتر باغ برجی ریز مربوط به دوره صفویه است و در زرین شهر، فلکه ولیعصر، بلوار شهید فهمیده، انتهای صحرای سردار واقع شده و این اثر در تاریخ ۱۳ خرداد ۱۳۸۶ با شمارهٔ ثبت ۱۹۲۱۷ به‌عنوان یکی از آثار ملی ایران به ثبت رسیده است.